# 上野都市ガス
上野都市ガス株式会社（うえのとしガス）は、三重県伊賀市に本社を置くガス会社。伊賀市において約1万世帯に都市ガスの供給を行う。プロパンガス事業者である上野ガス株式会社100%子会社という、都市ガス事業者としては例外的な形態をとる。

## 沿革
- 1926年 - 木津平一郎の発案で、地元有志6名によりガス事業開始の協議が始まる。民主株主性を目指して市民からの出資を募り、上野町（当時）町民4,200世帯のうち272人が株主となった。開業2年目で供給世帯は1,000戸を越えたがその後2年で800戸台まで減少した。
- 1927年6月 - 親会社である上野瓦斯設立。資本金20万円のうち1/3が未払いのままの出発となった。
- 1937年 - 資本金を15万円に減資した。
- 1945年 - 資本金15万円満額が払い込まれた。
- 1948年 - 石炭が出回り始め、都市ガス事業はようやく軌道に乗り始めた。
- 1963年 - 原料を石炭から石油に転換。上野瓦斯はその後プロパンガスの供給が主体となった。
- 1981年 - 当時の通商産業省の指導によりプロパン事業を上野ガスとして残し、都市ガス事業を上野都市ガスとして分社化した。
- 1995年 - 都市ガスの天然ガス転換の行き詰まりからトヨタ自動車に勤めていた創業者木津平一郎の孫・龍平が上野ガスに呼び戻された。
- 1997年 - 龍平の指導のもと、ゆめぽりす伊賀に天然ガスプラントを建設した。
- 1998年8月 - 都市ガスの天然ガス転換を完了した。